# Polygala latouchei
Polygala latouchei là một loài thực vật có hoa trong họ Polygalaceae. Loài này được Franch. miêu tả khoa học đầu tiên năm 1899.